# Юлиямполь
Юлия́мполь (укр. Юліямпіль) — село на Украине, находится в Шаргородском районе Винницкой области.
Код КОАТУУ — 0525389001. Население по переписи 2001 года составляет 204 человека. Почтовый индекс — 23550. Телефонный код — 4344.
Занимает площадь 13,205 км².

## Адрес местного совета
23550, Винницкая область, Шаргородский р-н, с. Юлиямполь, ул. Ленина